# Baldwyn
Baldwyn é uma cidade localizada no estado americano de Mississippi, no Condado de Lee e Condado de Prentiss.

## Demografia
Segundo o censo americano de 2000, a sua população era de 3321 habitantes.
Em 2006, foi estimada uma população de 3351, um aumento de 30 (0.9%).

## Geografia
De acordo com o United States Census Bureau tem uma área de 30,0 km², dos quais 29,9 km² cobertos por terra e 0,1 km² cobertos por água. Baldwyn localiza-se a aproximadamente 123 m acima do nível do mar.

## Localidades na vizinhança
O diagrama seguinte representa as localidades num raio de 24 km ao redor de Baldwyn.